# Eduardo Álvarez Tuñón
Eduardo Álvarez Tuñón (n. Buenos Aires, 16 de abril de 1957) es un narrador, poeta y ensayista, abogado argentino.

## Biografía
Colaboró en diversos suplementos culturales y revistas de poesía. Es abogado, egresado de la Universidad de Buenos Aires y se ha desempeñado como juez nacional y fiscal general. Es profesor de Derecho del Trabajo. Además ha publicado diversos artículos académicos en el ámbito del derecho.
Es, desde septiembre de 2021, miembro de número de la Academia Argentina de Letras, con recepción pública celebrada el 30 de agosto de 2022. Es tesorero de esa institución desde 2022.

## Obra
Publicó las novelas “El Diablo en los ojos” (1994), “El desencuentro” (1999 y 2010, dos ediciones), “Las Enviadas del final” (1999); y “La mujer y el espejo” (2016). También es autor de los libros de cuentos “Reyes y Mendigos” (2005), que obtuvo el Premio de la Fundación Suiza y “c” (2012).
Entre sus libros de poesía se destacan “El amor, la muerte y lo que llega a las ciudades” (1980); “La Secreta mirada de las estaciones” (Buenos Aires, 1987 y Sevilla 2012, 2.ª Edición); la “Antología poética”, (1991) y “La ficción de los días” (2013).
Poemas suyos integraron el libro “200 años de Poesía Argentina”, que Editorial Alfaguara presentó como el canon del bicentenario.
Participó, también en la selección “Poesía Latinoamericana hoy” publicada en México en el 2010 y “Poesía Latinoamericana para el mundo”, publicada en New York en 2014.
Ha sido traducido al inglés, al francés y al italiano.
Dirige, en la actualidad, junto con Mario Sampaolesi, la colección de poesía “El Aura” de la editorial Libros del Zorzal. Archivado el 26 de octubre de 2016 en Wayback Machine.

## Comentarios
Guillermo Cabrera Infante comentó sobre su obra: “Me gustan, sobre todo, los relatos de Eduardo Álvarez Tuñón. En Latinoamérica no abundan los escritores con ironía poética. No me extraña que haya nacido en la Argentina. Me gustan sus historias porque se pueden contar, porque no son postmodernas y están escritas con signos de puntuación en castellano, mi idioma, nuestro idioma”

## Reconocimientos
Su cuento “El retorno y los libros” ha figurado en diversas antologías y se considera un texto importante acerca de la iniciación en la lectura que integra el programa de Literatura de la escuela secundaria en la Argentina.

## Publicaciones
Como autor:
- El desencuentro.
- El Diablo en los ojos.
- La ficción de los días.
- Las enviadas del final.
- El desencuentro.
- La mujer y el espejo.
- Reyes y Mendigos.
- Las Enviadas del final.
- La ficción de los días.
- Donde la luz se pierde
- El tropiezo del tiempo

En antologías:
- 200 años de Poesía Argentina.
- Poesía latinoamericana hoy.
- Poesía latinoamericana para el mundo.

## Premios
- 2024ː Premio Konex 2024 Letras - Cuentoː Quinquenio 2019-2023. Diploma al mérito.[2]